# Kathryn Hunter
Kathryn Hunter, née le 9 avril 1957 dans l'État de New York, est une actrice britannique.
Parmi ses rôles, elle est sûrement mieux connue grâce au film All or Nothing, avec Timothy Spall.
Le 4 février 2006, Warner Bros. annonce qu'elle jouera Arabella Figg, la voisine cracmol de la famille Dursley dans Harry Potter et l'Ordre du Phénix.
Diplômée de la Royal Academy of Dramatic Art, elle est aussi une actrice de théâtre et gagna un Oliver Award en 1991 en tant que meilleure comédienne de l'année, grâce à son rôle dans The Visit.

## Théâtre
- 2010 : Kafka's Monkey d'après Rapport pour une académie de Franz Kafka, mise en scène Walter Meierjohann, Théâtre des Bouffes du Nord
- 2021 : Oh les beaux jours de Samuel Beckett, lecture conçue par Peter Brook et Marie-Hélène Estienne, Théâtre des Bouffes du Nord

## Filmographie
- 1990 : Anything for a Quiet Life (Téléfilm)
- 1992 : Orlando : Comtesse
- 1992 : Screen Two (1 épisode) : Margarita Guzman
- 1993 : The Baby of Mâcon : Sage-femme
- 1994 : Grushko (2 épisodes) : Dr Sopova
- 1997 : Wet and Dry (court-métrage)
- 1999 : Simon le magicien : Grand-mère
- 2001 : NCS: Manhunt (Téléfilm) : Dr Anna Kyriakou
- 2001 : Affaires non classées (2 épisodes) : Geraldine Catterson
- 2002 : All or Nothing : Cécile
- 2005-2007 : Rome (4 épisodes) : Charmian
- 2007 : Harry Potter et l'Ordre du Phénix : Arabella Figg
- 2011 : Dear Anna (court-métrage) : Anna
- 2012 : Tron : La Révolte (1 épisode) : Gorn
- 2014 : A Midsummer Night's Dream : Puck
- 2015 : Tale of Tales : Sorcière
- 2016 : A Step Outside Your Mind : Billie
- 2017 : The Other Place (court-métrage)
- 2018 : Flowers (3 épisodes) : Wendy
- 2021 : The Tragedy of Macbeth de Joel Coen
- 2022-2025 : Andor : Eedy Karn
- 2023 : Pauvres Créatures (Poor Things) de Yórgos Lánthimos : madame Swiney
- 2024 : Megalopolis de Francis Ford Coppola : Teresa Cicero
- 2025 : Hedda de Nia DaCosta

## Voix françaises
- Frédérique Cantrel [1] dans :
  - All or Nothing
  - Pauvres Créatures
  - Black Doves (mini-série)
- Denise Metmer dans Harry Potter et l'Ordre du phénix
- Françoise Pavy dans Black Earth Rising (en)[1] (série télévisée)
- Isabelle Leprince dans Les Misérables (en)[1] (mini-série)
- Colette Venhard dans Macbeth[1]
- Françoise Vallon dans Landscapers (en)[1] (mini-série)
- Marie-Martine dans Andor[1] (série télévisée)